# 柯蒂斯 (密歇根州)
柯蒂斯（英語：Curtis）是位於美國密歇根州麥基諾縣波蒂奇鎮區的一個非建制地區。

## 地理
柯蒂斯所處的海拔為高於海平面213米（即699英呎），而該地所採用的時區為UTC-5，即北美东部時區（EST）。同時該地設有夏令時間，為UTC-5調快一小時，即UTC-4（EDT）。